# Melchior Klesl
Melchior Klesl (Viena, 19 de fevereiro de 1552 - Neustadt, 18 de setembro de 1630) foi um cardeal do século XVII

## Biografia
Nasceu em Viena em 19 de fevereiro de 1552. Filho de Melchior Klesl, padeiro, e de Margaretha. Seus pais eram luteranos. Seu sobrenome também está listado como Cleselius; como Klessélio; como Khlesl; e como Klesel.
Estudou na Universidade de Viena de 1570 a 1574; no Jesuitenkolleg , Viena, 1573 (filosofia e teologia); e na Universidade de Ingolstadt, na Baviera (doutorado em filosofia, 29 de maio de 1579; e licenciado em teologia, 6 de junho de 1579)..
Convertido ao catolicismo em 1573, juntamente com os pais, pelo padre Georg Scherer, SJ, capelão da corte imperial. Recebeu a tonsura clerical em 1576.
Recebeu as ordens menores em 7 de setembro de 1577. Cônego do cabido da catedral de Breslau, em 5 de fevereiro de 1578..
Ordenado em 30 de agosto de 1579, em Viena, por Johann Kaspar Neuböck, bispo de Viena. Reitor da catedral de Viena e chanceler da Universidade de Viena. Na diocese de Passau, oficial e vigário geral, 1580-1600; juiz eclesiástico da seção da Baixa Áustria da diocese, 1580. Nomeado pelo imperador Rudolf II administrador da diocese de Wiener Neustadt, 4 de outubro de 1588 até 1630; instalado em 9 de outubro de 1588. Nomeado pelo imperador e pelo papa reformador geral para o ducado da Áustria, 1590. Conselheiro particular do imperador Rodolfo II, 1590-1601, Praga. Nomeado pelo imperador administrador da diocese de Viena, 5 de fevereiro de 1595; por dificuldades políticas não ocupou o cargo até 1602. De 1598 a 1599 esteve também ao serviço do duque Matias, irmão do imperador e imperial desde 1593; tornou-se o conselheiro mais importante do duque em 1600. O imperador Matthias I nomeou-o chefe do conselho privado em 1612..
Eleito bispo de Viena, mantendo a administração de Wiener Neustadt, 15 de julho de 1613. Consagrado, 30 de março de 1614, abadia beneditina de Kremsmünster , por Placido de Marra, bispo de Melfi, núncio na Áustria, assistido por Anton Wolhath, OSB, abade de Kremsmünster, e pelo padre Georg Falb, OSB..
Criado cardeal e reservado in pectore no consistório de 2 de dezembro de 1615; publicado no consistório de 9 de abril de 1616. A questão da sucessão ao trono imperial foi a causa de sua queda do poder; temendo que sua influência diminuísse se o arquiduque Fernando fosse declarado herdeiro aparente, ele atrasou a solução desta questão. Quando os boêmios se rebelaram abertamente após a segunda defenestração de Praga, e ele não tomou medidas efetivas contra eles, os arquiduques Max do Tirol e Ferdinand de Steiermark o prenderam em 20 de julho de 1618 e o levaram para a fortaleza de Ambra. Alguns dias depois, ele foi levado ao castelo de Innsbruck e, um ano depois, mudou-se para o mosteiro de Georgenberg. Ele não participou do conclave de 1621, que elegeu o Papa Gregório XV. Promovido a arcebispo quando a sé de Viena foi elevada à categoria de arquidiocese em 1º de junho de 1622. Em novembro de 1622, o Papa Gregório XV obteve sua transferência para Roma, onde ficou confinado no Castelo de Sant'Angelo por um ano . O cardeal recebeu liberdade do imperador em junho de 1623, mas deveria permanecer em Roma. Em 18 de junho de 1623, o cardeal Ludovico Ludovisi, vice-chanceler da Santa Igreja Romana e sobrinho de Sua Santidade, foi ao castelo de Sant'Angelo e por ordem do papa libertou o cardeal, que havia sido detido pro controversiis cum sacra maiestate cesárea habitis. Participou do conclave de 1623, que elegeu o Papa Urbano VIII. Recebeu o gorro vermelho e o título de S. Silvestro in Capite, em 20 de novembro de 1623. Optou pelo título de S. Maria della Pace, em 1º de julho de 1624. Retornou solenemente a Viena em 25 de janeiro de 1628. Ordenou a festa da Imaculada Conceição, 8 de dezembro, a ser celebrado em suas dioceses como dia santo..
Morreu em Neustadt em 18 de setembro de 1630. Enterrado na catedral de Sankt Stefan, Viena (3) ; seu coração foi depositado diante do altar-mor da catedral de Wiener Neustadt..